# Ilybius fuliginosus
Ilybius fuliginosus es una especie de escarabajo del género Ilybius, familia Dytiscidae. Fue descrita científicamente por Fabricius en 1792.

## Distribución geográfica
Habita en Europa y norte de Asia (excepto China).